# Pocreaca
Pocreaca – wieś w Rumunii, w okręgu Jassy, w gminie Schitu Duca. W 2011 roku liczyła 480 mieszkańców.